# Matthias Rupp
Matthias Rupp (ur. 29 czerwca 1990) – szwajcarski kolarz górski, szosowy i przełajowy, dwukrotny medalista mistrzostw świata i brązowy mistrzostw Europy MTB.

## Kariera
Największy sukces w karierze Matthias Rupp osiągnął w 2008 roku, kiedy reprezentacja Szwajcarii w składzie: Florian Vogel, Matthias Rupp, Petra Henzi i Nino Schurter zdobyła srebrny medal w sztafecie cross-country podczas mistrzostw świata MTB w Val di Sole. Na tej samej imprezie Rupp zdobył indywidualnie brązowy medal w rywalizacji juniorów. W 2008 roku zajął również trzecie miejsce wśród juniorów na mistrzostwach Europy w St. Wendel. Jest ponadto dwukrotnym mistrzem Szwajcarii w kategorii juniorów w kolarstwie przełajowym (2007 i 2008). Startuje także w wyścigach szosowych, jednak bez większych sukcesów. Nie brał udziału w igrzyskach olimpijskich.